# Claus Friedrich
Claus Friedrich (* 27. Februar 1929 in Witten; † 21. April 1990 in Berlin) war ein deutscher Journalist und Gewerkschaftsfunktionär in der Deutschen Demokratischen Republik (DDR). Von 1975 bis 1981 war er Chefredakteur der Tageszeitung des Freien Deutschen Gewerkschaftsbunds (FDGB) Tribüne.

## Leben
Friedrich, Sohn eines Kaufmanns, erlernte nach dem Abschluss der Mittelschule den Beruf des Maurers. 1946/47 absolvierte er ein redaktionelles Volontariat im Berliner Hauptstadtbüro der Weimarer Zeitung Abendpost. Danach ging er zur Tageszeitung des FDGB Tribüne, die werktäglich mit einer Auflage von bis zu 400.000 Exemplaren in der gesamten DDR erschien. 1954 wurde er zum Ressortleiter, 1966 zum Mitglied der Chefredaktion, damals Redakteurskollektiv genannt, und 1967 zum stellvertretenden Chefredakteur befördert. 1972 wurde er kommissarischer und 1975, als Nachfolger von Waldemar Pose, amtierender Chefredakteur der Zeitung, was er bis 1981 blieb.
1952 wurde Friedrich Mitglied der Sozialistischen Einheitspartei Deutschlands (SED). Von 1954 bis 1960 absolvierte Friedrich ein Fernstudium an der Fakultät für Journalistik der Karl-Marx-Universität Leipzig, welches er als Diplom-Journalist abschloss. Von 1963 bis 1966 erwarb er an der Parteihochschule „Karl Marx“ der SED ein Diplom in Gesellschaftswissenschaften.
Zusätzlich war Friedrich von 1975 bis zur friedlichen Revolution in der DDR 1989 Mitarbeiter und Mitglied des Bundesvorstands des FDGB und von 1975 bis 1981 zugleich Mitglied in dessen Präsidium.

## Ehrungen
- 1974: Vaterländischer Verdienstorden in Silber (DDR)